# Саввинский сельсовет (Дмитровский район)
Саввинский сельсовет — упразднённая административно-территориальная единица, существовавшая на территории Московской губернии и Московской области до 1939 года.
Саввинский сельсовет был образован в первые годы советской власти. По данным 1918 года он входил в состав Тимоновской волости Дмитровского уезда Московской губернии.
В 1923 году к Саввинскому с/с был присоединён Карцевский с/с.
По данным 1926 года в состав сельсовета входили деревни Гора, Карцево, Колотилово и Саввино, а также хутор Мельница Алексеева.
В 1929 году Саввинский с/с был отнесён к Дмитровскому району Московского округа Московской области. При этом из его состава был выделен Карцевский с/с.
17 июля 1939 года Саввинский с/с был упразднён. При этом его территория вошла в Слободищевский с/с.